# Kostel svatého Kříže (Javorník)
Hřbitovní kostel svatého Křiže se nachází ve městě Javorník v okrese Jeseník. Kostel náleží pod Římskokatolickou farnost Javorník ve Slezsku, děkanát Jeseník, diecéze ostravsko-opavská. Kostel je kulturní památkou ČR.

## Historie
Kostel byl postaven pravděpodobně už v polovině 13. století vedle tvrze. První písemná zmínka pochází z roku 1290, kdy v soupisu biskupského majetku jsou uvedeny dva lány, které patřily kostelu. Podle archeologického průzkumu byl kostel opravován po nájezdu husitů v roce 1428. Koncem 15. století bylo rozšířeno zasvěcení kostela o patronky svatou Barboru a svatou Helenu. V roce 1582 byl opraven krov a v roce 1585 byla postavena obvodová hřbitovní zeď.  Ve vizitační zprávě z roku 1666 je uváděno, že na střeše kostela byla dřevěná věž se třemi zvony.  Po stavbě nového kostela Nejsvětější Trojice a jeho vysvěcení v roce 1725 se stal kostel svatého Kříže filiálním. Pohřbívání bylo přeneslo k novému kostelu a obnoveno bylo v roce 1783. V letech 1859–1860 byl kostel opravován a byla proražena nová okna v lodi. V roce 1901 staticky nestabilní západní zeď byla stržena a znovu vystavěna, byl postaven nový strop v lodi a kruchta. V západním průčelí se nachází kamenná pamětní deska Justuse Wilhelma, kanovníka vratislavské katedrály, kterou vyrobil jesenický sochař Josef Obetha.
V roce 2009 byla opravena sanktusová věž a střecha byla kryta břidlicí. V letech 2013–2014 byly provedeny opravy fasády, stropu, vnitřních omítek a podlahy. V roce 2013 v rámci oprav byl proveden archeologický průzkum kostela, při němž byl mimo jiné objeven hrob kněze. Podle rozboru nalezených kosterních ostatků a dalších fragmentů, s přihlédnutím na dochované seznamy farářů, kteří působili v Javorníku, se předpokládá, že jde o faráře Gabriela Scholze, který působil v Javorníku v letech 1766–1793. Také hrob ženy s dítětem dávají předpoklad, že se jedná o Barbaru Volckmann, která zemřela v roce 1596 a její figurální náhrobek je v průčelí kostela.

### Program záchrany architektonického dědictví
V rámci Programu záchrany architektonického dědictví bylo v letech 1995–2014 na opravu kostela čerpáno 4 495 000 Kč.
| rok    | 2006 | 2007 | 2008 | 2009 | 2010 | 2011 | 2012 | 2013 | 2014 |
| ------ | ---- | ---- | ---- | ---- | ---- | ---- | ---- | ---- | ---- |
| částka | 520  | 500  | 700  | 500  | 425  | 430  | 420  | 400  | 600  |

## Popis
Kostel je jednolodní podélná orientovaná stavba s pravoúhlým kněžištěm, postavená z lomového kamene (přístavky z cihel) s hladkou omítkou. Na severní straně je sakristie. Loď i kněžiště je zastřešeno sedlovou střechou krytou břidlicí. Na střeše nad lodí je osmiboká dřevěná věžička se zvonovitou stříškou. Kolem kostela obíhá profilovaná podnož, nároží jsou armována kvádry.
Portál v jižní stěně lodi je odstupňovaný, v ostění jsou sloupky s talířovými patkami, zdobenými košíkovými hlavicemi, které nesou římsy. Lomený oblouk je tvořen oblouny a výžlabky. Jižní portál byl zapsán do seznamu kulturních památek ČR. V roce 2001 byl restaurován.

## Interiér
Kněžiště, které je zaklenuto křížovou klenbou, se otevírá do lodi kamenným lomeným triumfálním obloukem. V kněžišti se dochovaly tři oblé přípory s maskarony. V severní zdi je vchod s půlkruhovým záklenkem do sakristie. V jižní zdi je kamenný lomený portálek. Loď má plochý strop, podepřený se středovým dřevěným sloupem. V západní části lodi je dřevěná kruchta.